# كلارنس جيفريز
كلارنس جيفريز (بالإنجليزية: Clarence Jeffries)‏ هو عسكري أسترالي، ولد في 26 أكتوبر 1894 في Wallsend, New South Wales ‏ في أستراليا، وتوفي في 12 أكتوبر 1917 في باسيندالي في بلجيكا.